# Yser
Pour l’article ayant un titre homophone, voir Isère.
L'Yser (prononcé : /i.zɛʁ/ ; en néerlandais : Ĳzer), long de 78 km, est un petit fleuve côtier transfrontalier franco-belge, dont la source se situe dans le nord de la France, dans le département du Nord, et l'embouchure dans le nord-ouest de la Belgique, dans la province de Flandre-Occidentale. C'est le seul cours d'eau se jetant dans la mer en Belgique,,.

## Présentation

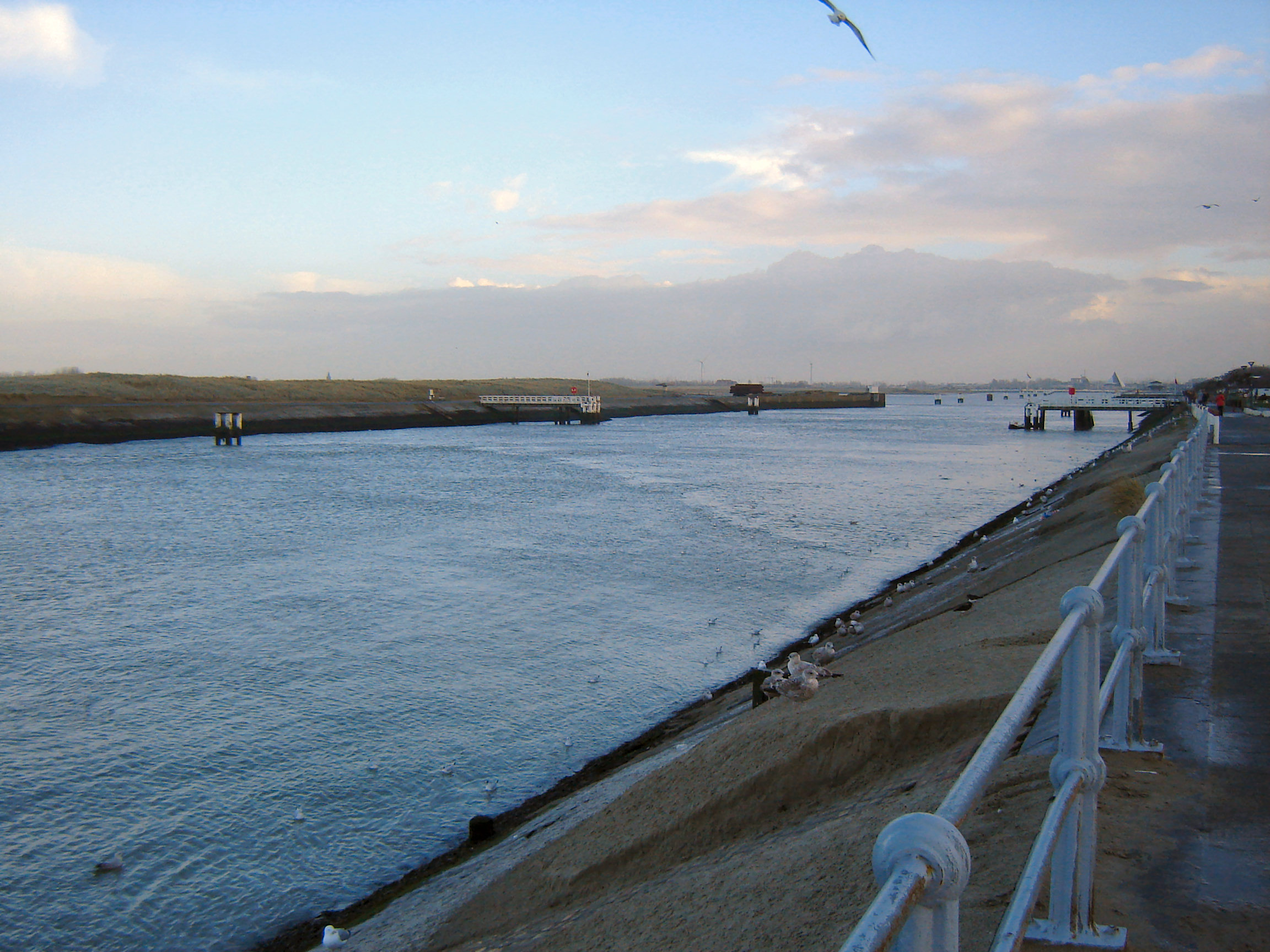
Embouchure de l'Yser à Nieuport (Belgique).

L'Yser prend sa source en France, à Buysscheure, commune du département du Nord située à une dizaine de kilomètres de Saint-Omer (Pas-de-Calais), à environ 30 m au-dessus du niveau de la mer. Il s’écoule vers la Mer du Nord, en traversant les Flandres française et belge, et s'y jette à Nieuport en Belgique, dans un estuaire très artificialisé.
Côté français, ce fleuve fait l'objet d'un schéma d'aménagement et de gestion des eaux (SAGE).
Côté belge, depuis le début des années 1970, l'Yser sert à produire de l’eau potable, la vallée de l’Yser étant pauvre en nappes phréatiques exploitables. Un vaste bassin a été construit près de Woumen ; il dessert en eau une partie de la province de Flandre occidentale.

## Hydronymie
Bien que son nom signifie « fer » en néerlandais (ijzer), l'Yser tient plus probablement d'une racine pré- ou proto-indo-européenne Isar-a, vraisemblablement perpétuée par les langues celtiques à une époque ancienne. Elle est, en effet, apparentée à l'indo-européen *isərós « impétueux, vif, vigoureux », proche du sanskrit isiráh, de même sens. Ce nom a la même origine que celui de l'Isère, de l'Oise, de l'Isar (Allemagne), de l'Isara (Italie), l'Ésera (Espagne), etc.
Dans un ouvrage de 2021, le linguiste Jacques Lacroix propose une autre hypothèse. Le nom de la rivière s'est formé sur un thème *Is-, attesté dans diverses langues celtiques, et signifiant « en bas ». L'Yser serait ainsi une ancienne Isarā : « Eau du Bas » (du territoire), en référence à sa position géographique. La rivière naissait à l'extrémité basse de l'ancien territoire des Ménapiens, un peuple gaulois.

## Histoire
Le bas du bassin versant de l’Yser a été modelé par les nombreux épisodes de transgression et de régression marines qui ont affecté les côtes de la mer du Nord, et, en particulier, par les trois transgressions marines dites Dunkerque I (de 5000 à 2000 avant notre ère), Dunkerque II (entre les IIIe et VIIIe siècles de notre ère)  et Dunkerque III (autour de l’an 1000), ainsi que par les régressions marines intermédiaires, dites romaine et carolingienne.
Un endiguement systématique et du drainage permirent ensuite la reconquête progressive et la mise en culture des terres qui avaient été inondées. Dès le XIIIe siècle divers aménagements, tels que des digues, des plans inclinés permettant le transfert des bateaux d'un niveau à un autre - overdracht (nl) en néerlandais -, et des écluses, furent réalisés pour faire de l’Yser un maillon de la liaison fluviale canalisée « Ypres - Bruges - mer du Nord ». 
Le fleuve ne sera cependant vraiment canalisé qu'avec les importants travaux de dragage, de défense des berges et, de rectification, effectués du XVIe au XIXe siècle.
Le plus ancien écrit connu évoquant l’Yser date du IXe siècle.  Rédigé en latin en 806, il traite d’une vente de terres in pago Isseretio, c’est-à-dire dans le pagus de l’Yser. Dans les textes et cartes qui l’évoquent, on le trouve diversement orthographié, souvent au féminin (Ysara, Isara, Ysera, Isera, Izera), parfois au masculin (Isere).
    

Sous l’influence des éléments naturels et des activités humaines, l’emplacement et la configuration de son embouchure évoluèrent au cours du temps.  Ce n’est qu’aux alentours de l’an 1300 qu’elle adopta son lit actuel.

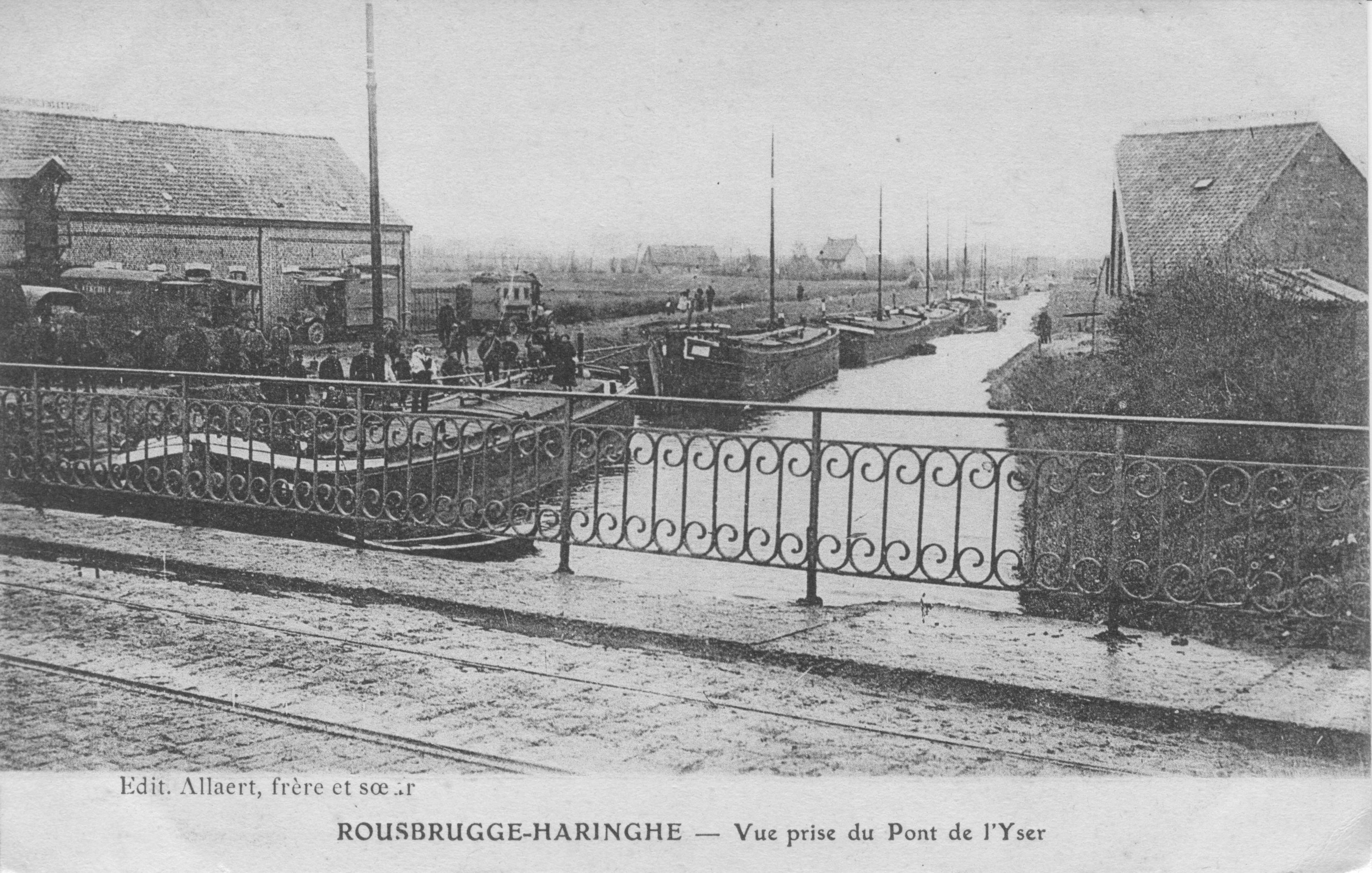
Quelques péniches sur l'Yser à Rousbrugge-Haringhe, vers 1900.

Navigable depuis Nieuport jusqu'à Rousbrugge,, l'Yser a vu chuter le trafic de péniches dès les années 1950. En 1993, la dernière compagnie qui effectuait encore du transport commercial sur l'Yser, entre Nieuport et Dixmude, a cessé de le faire en raison du faible tirant d'eau. Bien que la navigabilité soit, en principe, toujours garantie entre Nieuport et Fintele, pour les navires jusqu'à 300 tonnes (Classe I CEMT), l'importance économique du transport maritime professionnel sur l'IJzer est désormais négligeable, et la navigation sur le fleuve est aujourd'hui réservée à la plaisance.
Le 26 juin 1890, une convention internationale a été signée entre la France et la Belgique "à l'effet de régler les questions relatives au dessèchement des moëres et des wateringues franco-belges, ainsi qu'à l'amélioration des canaux de Furnes à Bergues ou Basse – Colme et de Dunkerque à Furnes". Cette convention contribua notamment à fixer le sens de l'écoulement de l'eau dans les canaux concernés, et à permettre, en temps de crue, un délestage de l'Yser via ces canaux. Un avenant a été signé le 8 mars 1968 entre les deux États. Un accord complémentaire a été discuté le 5 mai 2017 entre la Région flamande et la région des Hauts-de-France, relatif à la gestion des eaux du canal de Furnes.
L'Yser a été touché par les deux guerres mondiales, surtout la première durant laquelle le fleuve a servi de ligne de défense à l'armée belge, notamment lors de la bataille de l'Yser en 1914 lorsqu'une inondation volontaire de la plaine de l'Yser est décidée.

## Géographie

Bassins versants du Nord-Pas-de-Calais. L'Yser est en marron clair, entre l'Aa en rouge et la Lys (affluent de l'Escaut) en bleu clair.

L'Yser, dont le tracé est tout d'abord, et jusqu'à Dixmude, quasi parallèle à la côte de la Mer du Nord, progresse, dans son dernier tronçon, quasi perpendiculairement à celle-ci.
Stricto sensu, si l'on n'inclut que les surfaces qui contribuent à alimenter le fleuve lors de son parcours, le bassin hydrographique de l'Yser s'étend sur 1 112 km², dont 378 km² sur le territoire français et 734 km² sur le territoire belge. Cependant, du point de vue administratif et technique de la gestion des eaux, lorsqu'on parle du bassin de l'Yser en Région flamande, on considère en pratique une zone géographique plus large, d'une superficie de 1 378 km², incluant aussi les polders situées entre le bassin hydrographique et la côte, et dont une partie importante des eaux se déverse au niveau de son embouchure, dans l'arrière-port de Nieuport.
Entre sa source et son embouchure, l’Yser change plusieurs fois de physionomie.  D’un paysage de petite vallée, en France et au début de son parcours belge, il passe ensuite à une plaine inondable, puis, complètement endigué, se transforme en canal, avant de retrouver un tout petit peu de naturalité dans son estuaire.

### Parcours en France

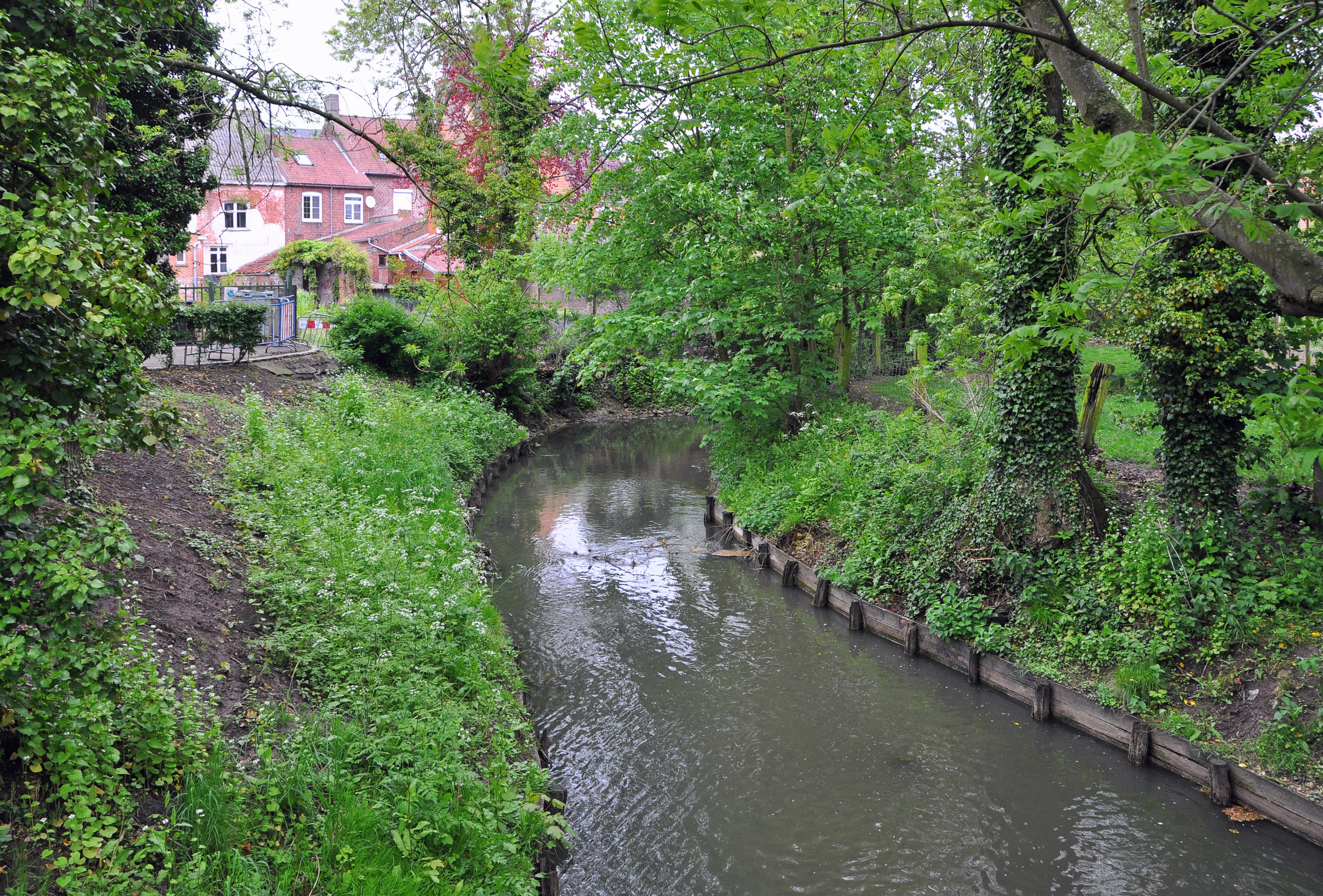
L'Yser à Esquelbecq.

L'Yser prend sa source à Buysscheure, passe à Bollezeele, Esquelbecq, Bambecque puis franchit la frontière.
Son parcours français, entre sa source et la frontière, est long de 33 kilomètres. Avec 27 m de dénivelé sur ce parcours, la pente moyenne est de 0,8 ‰.
L’Yser suit la petite vallée qu'il a creusé au cours des âges, traversant le « bocage » relictuel de haies vives du Houtland, région très agricole, presque plate et assez peu peuplée.

### Parcours en Belgique

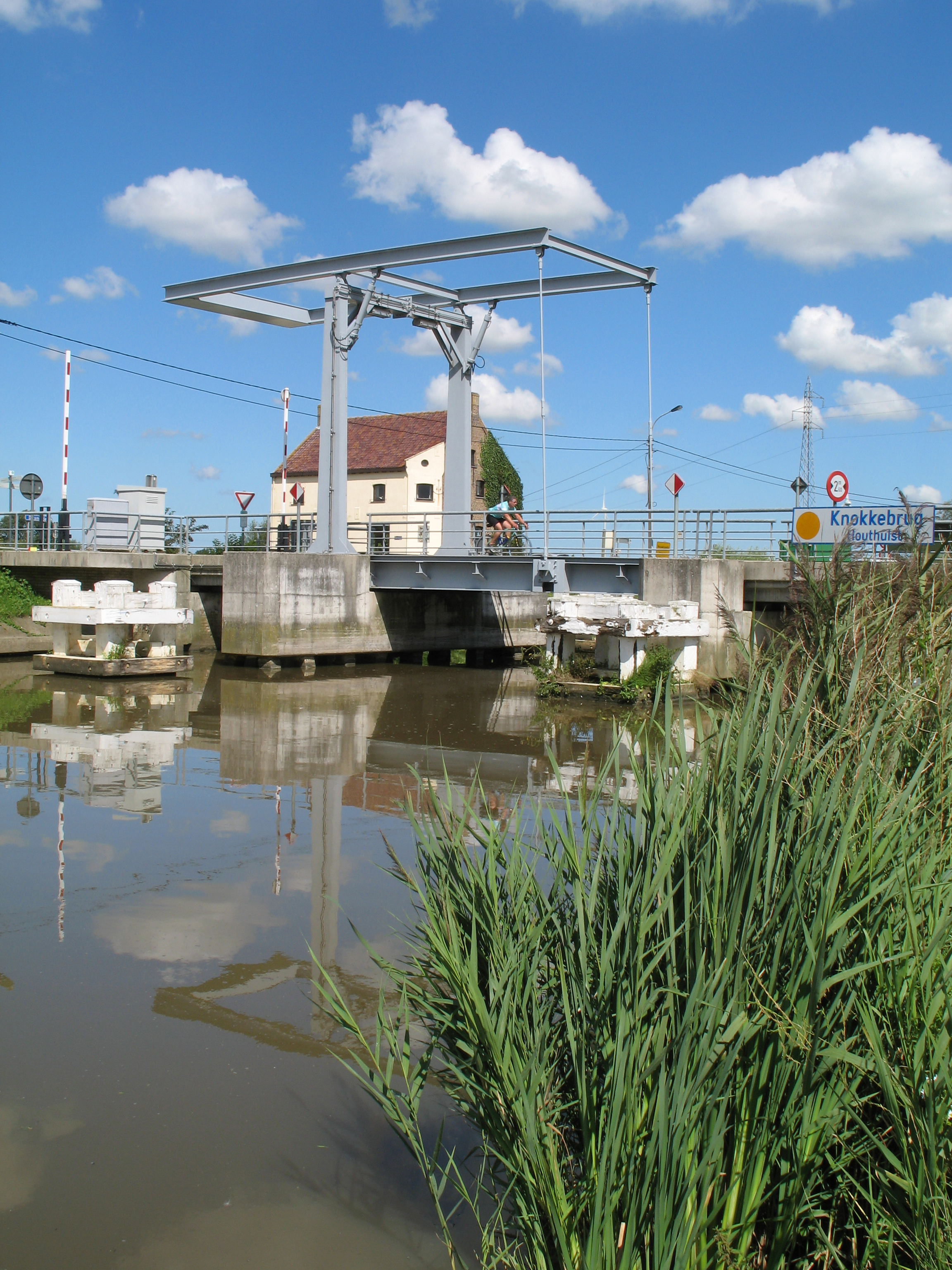
L'Yser à hauteur du pont de la Knocke à Houthulst.

Après la frontière franco-belge, le profil de la vallée de l’Yser devient asymétrique. Au nord l'eau ruisselle d'un plateau (plateau d’Izenberge, 16 m) caractérisé par une terre fertile cultivée. Au sud l'eau provient plutôt de prairies basses utilisées comme zone d'expansion de crue. Cette zone inondable, pouvant atteindre jusqu'à 7000 ha, se situe sur la rive droite, entre Fintele et Dixmude ; on l'appelle Broeken (nl) en néerlandais.
Pour protéger la plaine des polders, l'Yser est endigué, d'abord sur la rive gauche uniquement, entre Fintele et Dixmude, puis totalement, jusqu’à Nieuport, où un complexe d’écluses, appelé De Ganzepoot, régule l’évacuation de ses eaux vers la mer. Dans des circonstances normales, le rejet d'eau dans la mer est purement gravitationnel et ne se produit que pendant la périodes de marée basse, typiquement pendant 5 à 7 heures par marée, soit 10 à 14 heures par jour. Juste avant les écluses, un grand bassin permet de stocker l'eau lorsque l'évacuation à la mer n'est pas possible. Lors des inondations de novembre 2023, des pompes à haut débit ont été installées temporairement de manière à accélérer l'écoulement des eaux de l'Yser vers la mer et à permettre celui-ci même à marée haute.
L’embouchure est artificialisée, mais conserve, sur la rive droite, une petite zone naturelle protégée, composée de slikkes (parties basses, vaseuses) et de schorres (parties hautes, constituées de prés salés) écologiquement intéressantes.
En Belgique, le fleuve irrigue la Flandre-Occidentale sur une distance de 45 km, en particulier les villes de Dixmude et de Nieuport, où il se jette dans la mer du Nord. Le dénivelé étant très faible, la pente moyenne est d'environ 0,1 ‰ en période sèche et de 0,06 ‰ lorsque le niveau dit "de vigilance" est atteint à Nieuport. Large d'un peu moins de 10 m à son entrée sur le territoire belge, il atteint une largeur d'environ 38 m dans son dernier tronçon vers Nieuport.
C'est le seul fleuve de Belgique qui y a aussi son embouchure, les autres fleuves (Meuse et Escaut) ne font que traverser le pays.
Les prairies basses et humides, situées en zone de polder à 3 à 4 mètres au-dessus du niveau de la mer, sont drainées par un vaste réseau de fossés. Trop humides pour être facilement cultivées, elles abritent encore de nombreux prés de fauche et pâtures.
L’Yser abrite, dans son embouchure à Nieuport, un très vaste port de plaisance, un petit port de pêche, et une zone portuaire industrielle très limitée, liée aux activités d’exploitation et de commercialisation des sables et granulats extraits en mer. Entre l'arrière-port et la mer, le chenal maritime a une longueur d’environ 3,5 km, les derniers 500 m étant encadrés par les deux estacades de Nieuport-Bains.
Sur son parcours en Belgique jusqu'au complexe d'écluses Ganzepoot (nl), l'Yser rencontre 15 ponts, dont 4 ponts basculants actionnés à la demande, sur appel VHF des bateliers et plaisanciers : Stavelebrug à Alvergingem, pont piétonnier d'Elzendamme à Vleteren, Knokkebrug à Houthulst et pont de Tervaete à Dixmude. Un seizième pont, fixe, enjambe son embouchure juste après le complexe d'écluses.
Les services techniques de la Région flamande visent à maintenir le niveau de l'Yser à 3,14 m DNG à Fintele, ce qui contribue à assurer la navigabilité, à préserver les zones naturelles humides du dessèchement, et à alimenter en suffisance le bassin de rétention de Woumen, servant à la production d'eau potable.

### Affluents
Les affluents français les plus importants sont, en rive droite, la Peene Becque, et l'Ey Becque, et, en rive gauche, la Zwyne Becque ; la portion de l'Yser (environ 700 m) se situant entre la confluence avec l'Ey Becque et celle avec la Zwyne Becque, détermine le tracé de la frontière à cet endroit.
Du côté belge, les affluents les plus importants sont, en rive droite, la rivière Vleeterbeek, qui est canalisée à partir de Poperinge (canal de Poperinge), la rivière Kemmelbeek, la rivière Yperlee, qui est canalisée à partir d'Ypres (canal Ypres-Yser), et le canal d'Handzame (en néerlandais Handzamevaart (nl)).
Indépendamment de ses affluents naturels, l'Yser est en communication, par l'intermédiaire d'écluses, avec plusieurs canaux: 
- À Fintele, hameau de Lo-Renige, il rencontre le  canal de Lo ; lorsque les débits en provenance de la partie française sont trop importants, une partie de l'eau est évacuée par ce canal vers le canal Nieuport-Dunkerque et vers le canal de Bergues, avec lesquels il conflue à Furnes
- À Nieuport, il communique avec le Canal Plassendale-Nieuport, qui rejoint le canal Bruges-Ostende, ainsi qu'avec le canal Nieuport-Dunkerque, connu en France sous le nom de canal de Furnes.

À Nieuport, des écluses de chasse faisant partie du complexe d'écluses de la Ganzepoot (nl), déversent, dans l'embouchure de l'Yser, les eaux de trois canaux de drainage des polders, respectivement appelés, en néerlandais, Nieuw Bedelf, Veurne Ambacht - aussi appelé Noordvaart, et Kreek van Nieuwendamme.

## Hydrologie
Plusieurs stations hydrométriques sont actives sur la partie française de l'Yser, notamment à Bollezeele (peu après sa source), à Esquelbecq, à Wormhout, et à Bambecque. Des mesures sont également effectuées sur certains affluents.
Du côté belge, une surveillance du niveau du fleuve est effectuée en permanence, depuis l'entrée en Belgique et jusqu'à l'embouchure, via un réseau de stations hydrométriques placées à des endroits clés du point de vue de la gestion de la navigation et des crues. Deux de ces stations mesurent également le débit du fleuve, l'une étant située à Roesbrugge-Haringe, juste après l'entrée du fleuve en Belgique, et l'autre à Keyem, près de Dixmude. Des mesures sont également effectuées sur le canal de Lo et sur le canal Plassendale-Nieuport. Toutes les mesures sont consultables en ligne.

### Mesures hydrométriques en Belgique
Le tableau suivant reflète les mesures de débit effectuées par les stations hydrométriques belges entre 2008 et 2017. Il est intéressant de remarquer la mesure négative de débit minimal à Keyem. Ceci s'explique par le dénivelé très faible entre Keyem et Nieuport, et le fait que l'écoulement de l'Yser vers la mer est bloqué, à marée haute, par un système d'écluses, ce qui entraîne fatalement une montée du niveau de l'eau en amont.
| Débit (basé sur les données 2008-2017) | Débit (basé sur les données 2008-2017) | Débit (basé sur les données 2008-2017) |
|                                        | Keyem                                  | Roesbrugge-Haringe                     |
| -------------------------------------- | -------------------------------------- | -------------------------------------- |
| Minimum                                | -12,41 m³/s                            | 0,00 m³/s                              |
| Moyen                                  | 2,47 m³/s                              | 1,55 m³/s                              |
| Maximum                                | 64,63 m³/s                             | 106,4 m³/s                             |

Du fait des intempéries de novembre 2023, qui ont affecté le Nord de la France et le Westhoek, le niveau de l'Yser a dépassé les seuils d'alerte à certains endroits, et le Westhoek a été touché par des inondations. Le graphique suivant illustre la montée des eaux de l'Yser à Keyem, à une dizaine de kilomètres en amont de Nieuport, entre mi-octobre et mi-novembre 2023. L'allure sinusoïdale de la courbe reflète le fait que l'écoulement de l'Yser vers la mer est, comme mentionné plus haut, bloqué à marée haute au complexe d'écluses Ganzepoot (nl) de Nieuport. Dès que les écluses sont fermées, le niveau commence à monter ; il atteint un pic au moment où l'on rouvre les écluses, et redescend ensuite jusqu'à la prochaine fermeture. Le niveau est donc rythmé par les marées. Durant l'épisode de crue évoqué, l'amplitude de la variation périodique de niveau dépasse un demi-mètre.
A cette occasion, le niveau à Fintele a dépassé les seuils de vigilance et d'alerte, comme on peut le voir ci-dessous.

### L'Yser à Bambecque

#### Débit
A Bambecque les mesures de débit ont commencé en décembre 1971. Le bassin versant du cours d'eau est de 239 km2 à cet endroit.
Son débit moyen interannuel que l'on appelle aussi module est de 1,740 m3/s.
L’Yser présente des fluctuations de débits assez faibles. Les hautes eaux se trouvent de la mi-automne jusqu'à la fin de l'hiver, et portent le débit moyen à un niveau qui peut monter de 2,11 à 3,96 m3/s, de novembre à mars inclus (le pic étant en décembre) ; et les basses eaux, d'avril à octobre inclus, la baisse du débit moyen peut aller jusqu'à 0,315 m3/s au mois d'août.

#### Étiage ou basses eaux
Aux étiages, le VCN3 peut chuter jusqu'à 0,04 m3/s, soit 40 l/s.

#### Crues
Les crues de l'Yser peuvent être importantes. Le QIX 2 est de 23 m3/s tandis que le QIX 5 à 33 m3/s. Le QIX 10 vaut 40 m3/s par rapport au QIX 20 qui, lui, monte jusqu'à 47 m3/s. Enfin, le QIX 50 vaut 55 m3/s.
Le débit instantané maximal a été enregistré le 21 septembre 2001 et était de 43,2 m3/s tandis que le débit journalier maximal a été enregistré le 4 novembre 1998 et était de 37,7 m3/s.

#### Lame d'eau et débit spécifique
La lame d'eau écoulée dans le bassin versant de l'Yser au niveau de Bambecque atteint environ 250 millimètres annuellement. Le débit spécifique (Qsp) est proche de 8 litres par seconde et par kilomètre carré de bassin.

## Protection de l'embouchure
Pour protéger Nieuport et ses environs, la Région flamande édifie actuellement une barrière mobile anti-tempête en acier à l'embouchure de l'Yser. En cas de prévision de très fortes tempêtes, la barrière pivotera de 90 degrés pour empêcher qu’à marée haute, un reflux d’eau de mer exceptionnel n’inonde l’estuaire. Il est prévu que la mise en service ait lieu en 2025.

## Gestion du bassin de l'Yser
Des deux côtés de la frontière, les autorités régionales s'emploient à gérer le bassin de l'Yser, avec comme objectifs :
- la prévention du risque d’inondation ;
- l'amélioration de la qualité de l’eau du fleuve et de ses affluents ;
- la restauration des fonctionnalités écologiques des milieux aquatiques ;
- la gestion de la ressource en eau.

Du côté belge s'ajoute également le maintien de la navigabilité.
Dans ce contexte, la collaboration transfrontalière est étroite, et essentielle, la Belgique héritant de la quantité d'eau venant de France, et de sa qualité, et la gestion hydraulique du fleuve d'un côté de la frontière pouvant influencer le niveau de l'eau de l'autre côté de celle-ci.

### En France

#### Qualité de l'eau
Pour des raisons géologiques et agricoles, le bassin versant de l'Yser est pauvre en eau souterraine exploitable, notamment pour l'eau potable.
Ce petit fleuve est concerné par la Directive-cadre sur l'eau, c'est-à-dire qu'il doit retrouver un « bon état écologique ». Au fur et à mesure de son cours il est de plus en plus eutrophisé et turbide, essentiellement à cause des activités agricoles. Le bassin versant a été fortement modifié à la suite des conversions de prairies en terres agricoles labourées.
Quelques élevages hors-sols de porcs, volailles et bovins peuvent aussi avoir des impacts directs ou indirects en termes d'apports de nitrates, phosphore et autres produits chimiques (hormones susceptibles de jouer un rôle de perturbateur endocrinien, métaux lourds issus des lisiers, microbes, antiparasitaires et biocides utilisés pour nettoyer les élevages, etc.). la restauration d'une trame verte (bandes enherbées, ripisylves, zones humides restaurées, boisements inondables, zones d'expansion de crue ayant également une utilité de lagunage naturel des eaux accueillies, sur les berges du fleuve et de ses affluents est une possibilité envisagée par certains territoires, compatible en France avec le SDAGE élaboré par l'Agence de l'eau Artois-Picardie.
La quasi-totalité du bassin versant a été touchée par les deux guerres mondiales, classée pour partie en zone rouge après la Première Guerre mondiale. Les nappes et eaux superficielles peuvent donc localement être affectées par des séquelles de guerre, avec par exemple des munitions non-explosées, d'éventuelles armes chimiques qui pourraient – avec l'avancée de leur corrosion – répandre leur contenu toxique.

#### SAGE
La gestion du bassin de l’Yser dans les domaines de la prévention du risque d’inondation et de la gestion des milieux aquatiques, ainsi que l’animation et la concertation dans ces domaines, est organisée par l’Union syndicale d’aménagement hydraulique du Nord (USAN), syndicat mixte regroupant des intercommunalités et des communes individuelles.
Cette gestion s’appuie sur un schéma d'aménagement et de gestion des eaux (SAGE de l'Yser) et un programme d’action pluriannuel.
La Commission locale de l’eau (CLE) est chargée de veiller à l’exécution opérationnelle des orientations et règles du SAGE.

### En Belgique
La Région flamande a décidé, en 2006, de créer un comité de coordination pour une politique intégrée de l’eau, dénommé Coördinatiecommissie Integraal Waterbeleid (CIW). Ce comité réunit tous les acteurs publics et privés concernés, et tous les niveaux de pouvoir. Il a pour objectif de coordonner tous les aspects de la problématique de l’eau (production et distribution d’eau potable, traitement des eaux usées, préservation des milieux aquatiques, gestion des voies navigables, lutte contre les inondations…).
Dans ce contexte, les bassins de l’Escaut et de la Meuse font l’objet d’un plan sexennal de gestion de l’eau. Les spécificités du bassin de l’Yser sont prises en compte dans une annexe au plan de gestion du bassin de l'Escaut.

## Biodiversité
Le côté belge abrite de nombreux oiseaux migrateurs aquatiques (milliers d’oies et d'anatidés en hiver, plusieurs espèces de rapaces) qui démontrent que l'Yser est potentiellement un corridor biologique transrégional important pour les oiseaux. Si la naturalité et la qualité écologique du bassin versant étaient restaurées, il pourrait aussi retrouver l'importance qu'il avait autrefois pour des espèces migratrices telles que saumons, truites de mer, lamproies, chabot, anguille, ou pour la loutre (présumée éteinte dans les Flandres depuis les années 1980, avant d'y être observée à nouveau en 2012). Sur une partie du bassin versant, le castor pourrait aussi retrouver sa place.

### Faune aquatique
Du côté belge, la pêche à la ligne, autorisée et pratiquée dans toute la portion belge du fleuve, a permis de mettre en évidence une augmentation de l’empoissonnement, reflétant l’amélioration progressive de la qualité de l’eau à l’initiative des compagnies régionales de fourniture d’eau. Les principales espèces pêchées sont le gardon, le rotengle, la brème, la carpe et l’anguille. Il faut aussi mentionner la présence de sandres.

### Réserves naturelles
Du côté belge, trois zones bordant l’Yser ont été érigées en réserves naturelles : 
- le «Blankaart» à Woumen (180 hectares) 
- les argilières «Viconia» à Stuivekenskerke (22 hectares) 
- et la réserve naturelle de l’embouchure de l’Yser à Nieuport - en néerlandais : IJzermonding (128 hectares, dont environ la moitié sur la plage).
On peut y observer une grande variété d’oiseaux aquatiques et marins, et elles servent de zone de repos et de séjour à de nombreuses espèces d’oiseaux migrateurs.
Des phoques gris viennent régulièrement se reposer, à marée basse, sur les vasières de l’embouchure.

## Axe touristique

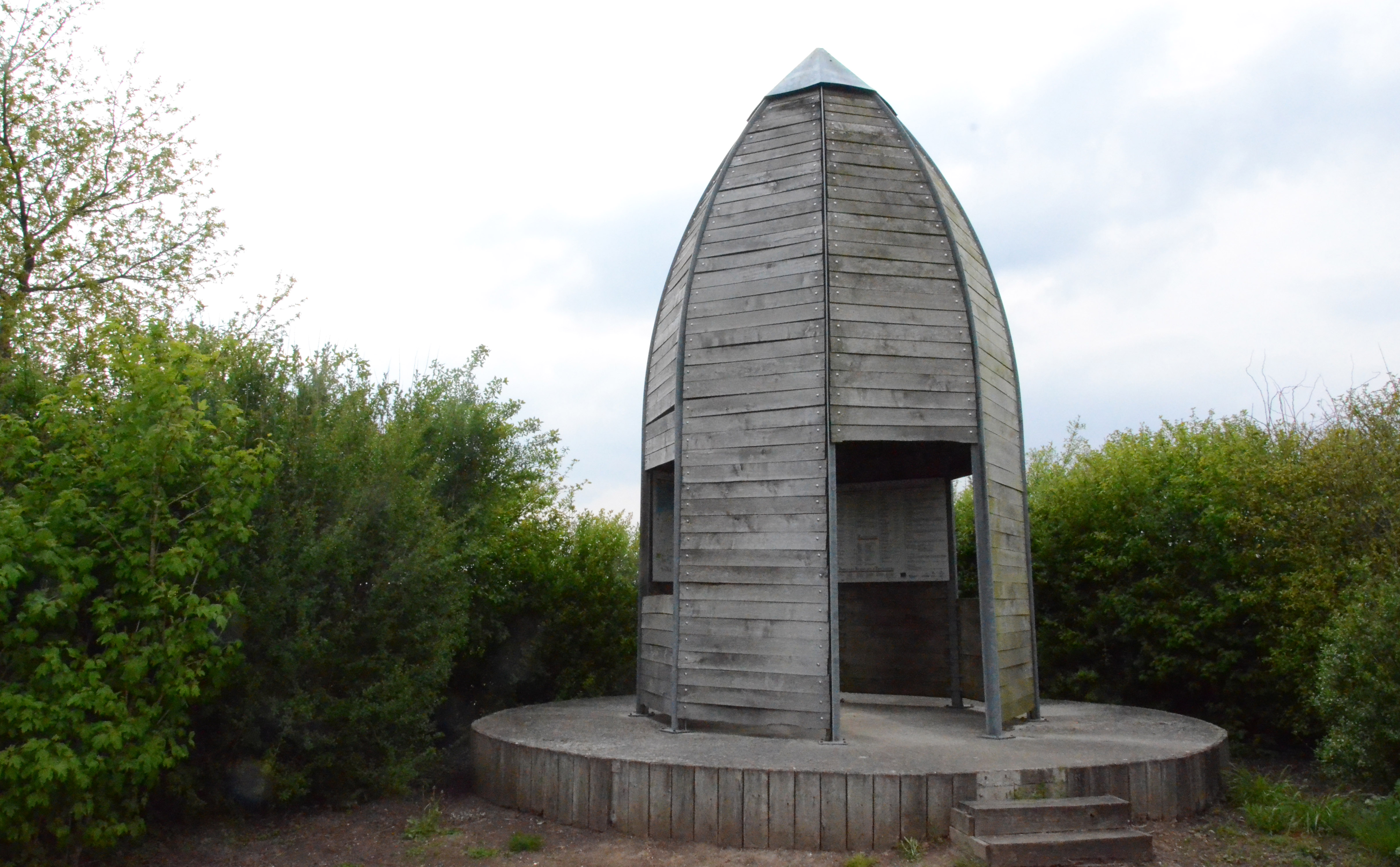
Édicule d'information proche de la source de l'Yser, à Buysscheure.

L'Yser constitue un axe touristique régional, grâce à :
- la navigation de plaisance
- un sentier de grande randonnée de 104 km, le GR 130, qui lui est entièrement dédié
- de nombreux circuits vélo traversant son bassin ou empruntant ses berges
- plusieurs villes présentant un intérêt touristique, comme Esquelbecq, Dixmude et Nieuport
- ses quelques zones naturelles protégées.

Plusieurs édicules d'information ont été érigés sur son tracé, le premier à Buysscheure, à proximité de la source, et le dernier, très logiquement, à son embouchure à Nieuport.